# Llista de banderes municipals de Galícia
Aquesta és una llista de les banderes municipals (concellos) de Galícia. Les banderes estan agrupades per província.

## La Corunya

Abegondo
Ames
Aranga
Ares
Arteixo
Arzúa
A Baña
Bergondo
Betanzos
Boimorto
Boiro
Boqueixón
Brión
Cabana de Bergantiños
Cabanas
Camariñas
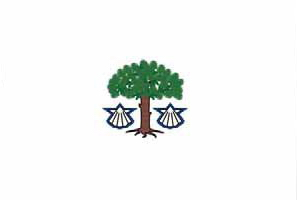
Cambre
A Capela
Carballo[2]
Cariño[3]
Carnota[4]
Carral
Cedeira[5]
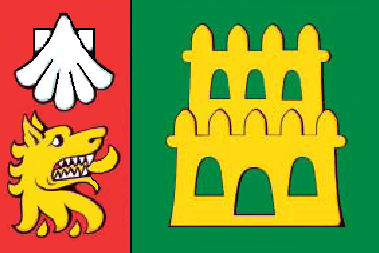
Cee
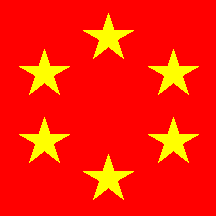
Cerceda
Cerdido
Coirós
Corcubión
Coristanco[7]
La Corunya
Culleredo[8]
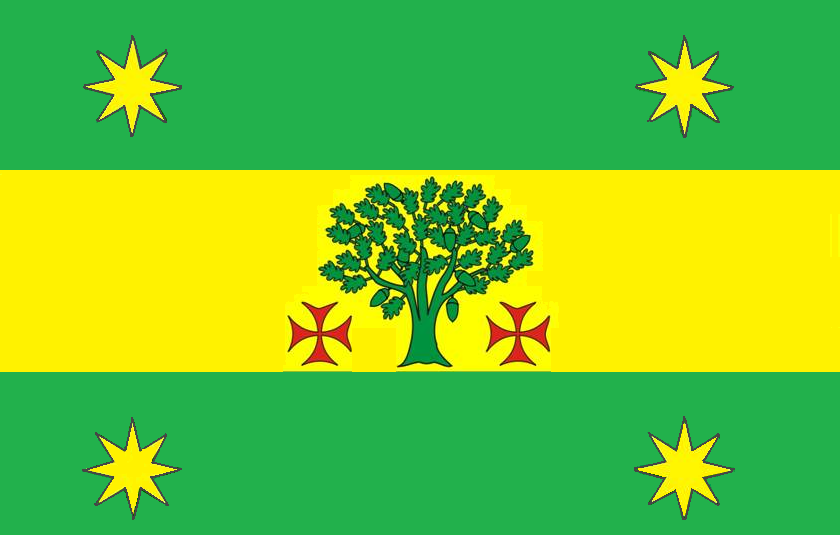
Curtis
Dodro
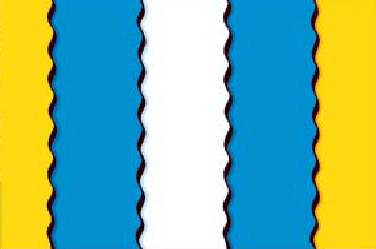
Dumbría
Fene
Ferrol
Fisterra
Frades
Irixoa[11]
A Laracha
Laxe
Lousame
Malpica de Bergantiños[12]
Mañón
Mazaricos
Melide
Mesía
Miño
Moeche[13]
Monfero
Mugardos[14]
Muros
Muxía
Narón[15]
Neda
Negreira
Noia
Oleiros[16]
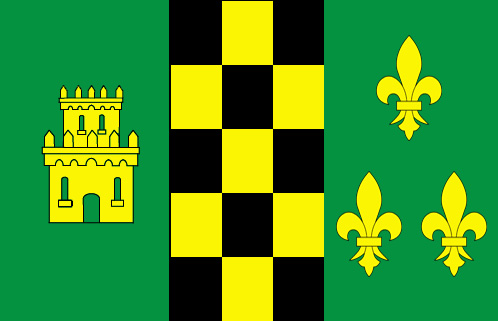
Ordes
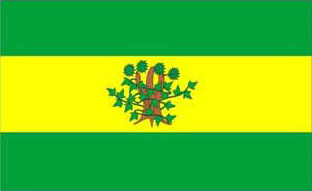
Oroso
Ortigueira[19]
Outes
Oza-Cesuras
Paderne[20]
Padrón
O Pino
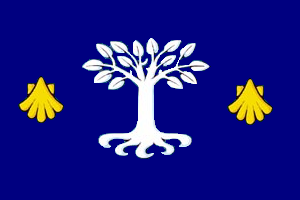
A Pobra do Caramiñal
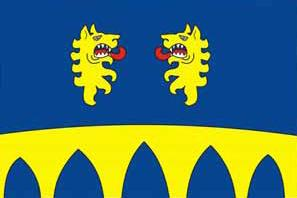
Ponteceso
Pontedeume[23]
As Pontes de García Rodríguez
Porto do Son
Rianxo
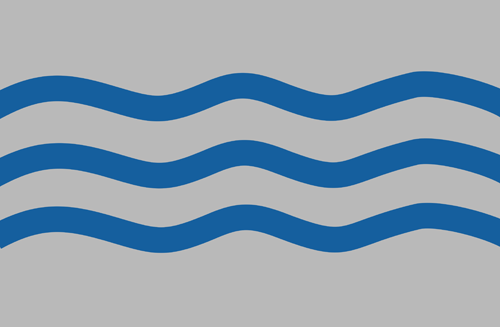
Ribeira
Rois
Sada[24]
San Sadurniño
Santa Comba[25]
Santiago de Compostel·la
Santiso
Sobrado
As Somozas
Teo[26]
Toques
Tordoia
Touro
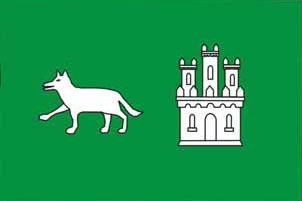
Trazo
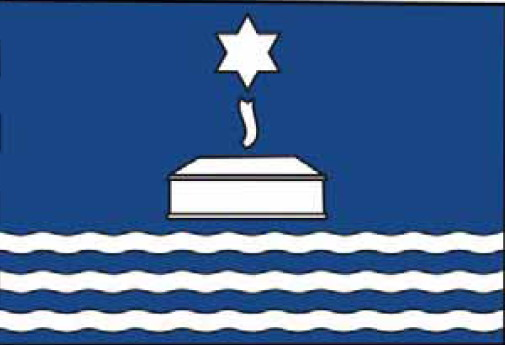
Val do Dubra
Valdoviño
Vedra[29]
Vilarmaior[30]
Vilasantar
Vimianzo
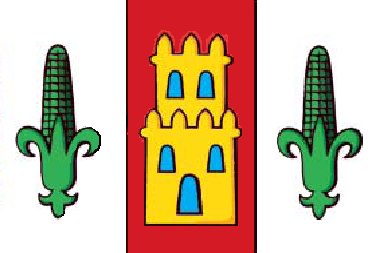
Zas

## Lugo

Abadín
Alfoz
Antas de Ulla
Baleira
Baralla[32]
Barreiros
Becerreá
Begonte[33]
Bóveda
Burela[34]
Carballedo
Castro de Rei
Castroverde
Cervantes
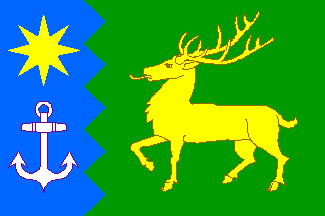
Cervo
O Corgo
Cospeito[36]
Chantada
Folgoso do Courel[37]
A Fonsagrada
Foz[38]
Friol
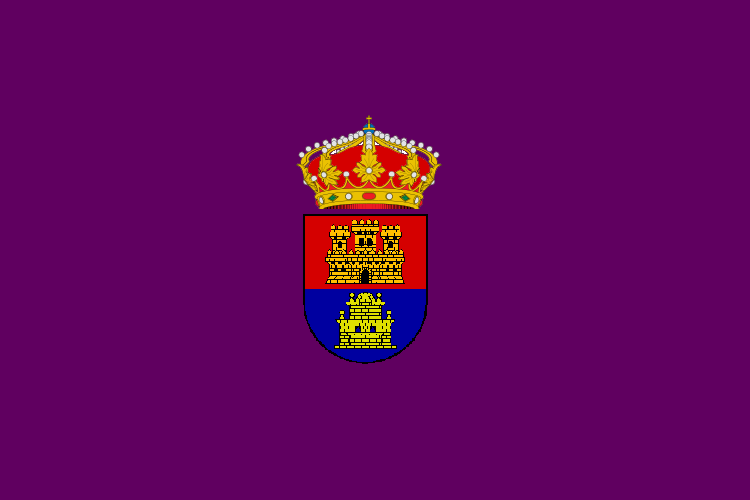
Guitiriz
Guntín
O Incio[39]
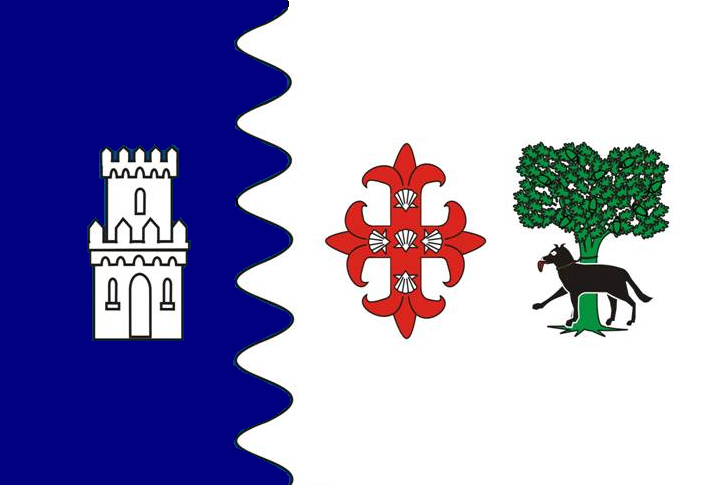
Láncara
Lourenzá[41]
Lugo[42]
Meira
Mondoñedo[43]
Monforte de Lemos
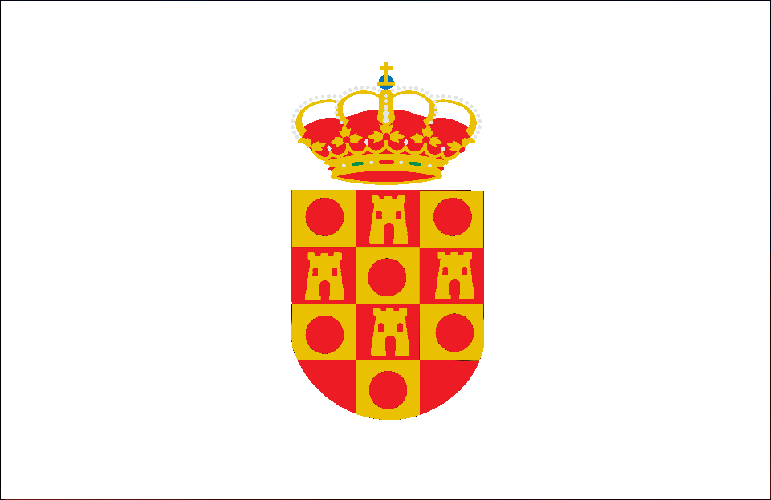
Monterroso
Muras
Navia de Suarna
Negueira de Muñiz
As Nogais
Ourol[44]
Outeiro de Rei
Palas de Rei
Pantón
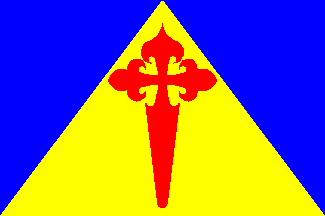
Paradela
O Páramo[45]
A Pastoriza
Pedrafita do Cebreiro
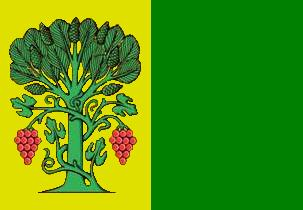
A Pobra do Brollón
Pol
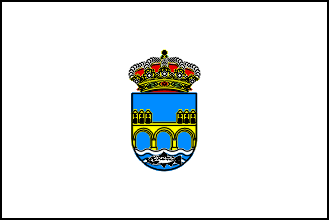
A Pontenova
Portomarín[47]
Quiroga[48]
Rábade[49]
Ribadeo
Ribas de Sil[50]
Ribeira de Piquín
Riotorto
Samos[51]
Sarria
O Saviñao[52]
Sober
Taboada
Trabada
Triacastela
O Valadouro
O Vicedo
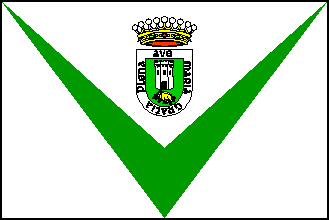
Vilalba
Viveiro
Xermade
Xove

## Ourense

Allariz
Amoeiro
A Arnoia
Avión
Baltar
Bande
Baños de Molgas
Barbadás
O Barco de Valdeorras[53]
Calvos de Randín[54]
Beade
Beariz
Os Blancos
Boborás
A Bola
O Bolo
Calvos de Randín
Carballeda de Avia
Carballeda de Valdeorras
O Carballiño
Cartelle
Castrelo de Miño
Castrelo do Val[55]
Castro Caldelas[56]
Celanova
Cenlle
Chandrexa de Queixa
Coles
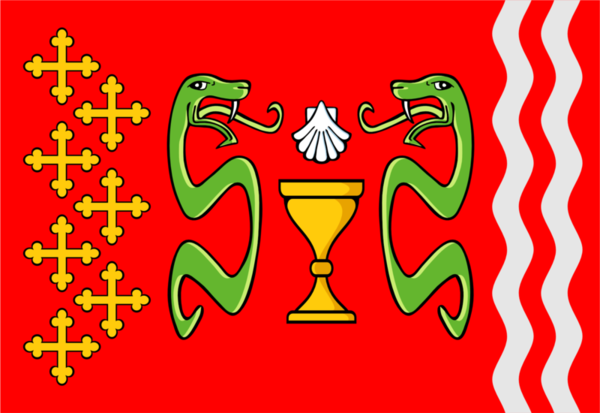
Cortegada
Cualedro
Entrimo
Esgos[58]
Gomesende[59]
A Gudiña
O Irixo
Larouco
Laza[60]
Leiro
Lobeira[61]
Lobios
Maceda
Manzaneda
Maside[62]
Melón[63]
A Merca
A Mezquita[64]
Montederramo[65]
Monterrei[66]
Muíños
Nogueira de Ramuín
Oímbra[67]
Ourense
Paderne de Allariz[68]
Padrenda[69]
Parada de Sil
O Pereiro de Aguiar
A Peroxa
Petín[70]
Piñor
A Pobra de Trives
Pontedeva
Porqueira
Punxín[71]
Quintela de Leirado
Rairiz de Veiga
Ramirás[72]
Ribadavia
Riós[73]
A Rúa
Rubiá
San Amaro
San Cibrao das Viñas
San Cristovo de Cea
San Xoán de Río[74]
Sandiás
Sarreaus
Taboadela
A Teixeira[75]
Toén[76]
Trasmiras
A Veiga
Verea[77]
Verín
Viana do Bolo[78]
Vilamarín
Vilamartín de Valdeorras
Vilar de Barrio
Vilar de Santos
Vilardevós[79]
Vilariño de Conso
Xinzo de Limia[80]
Xunqueira de Ambía
Xunqueira de Espadanedo[81]

## Pontevedra

Agolada
Arbo[82]
Baiona[83]
Barro
Bueu[84]
Caldas de Reis
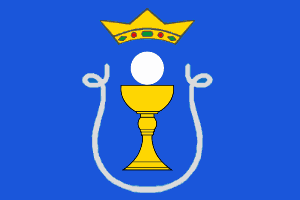
Cambados
Campo Lameiro
Cangas
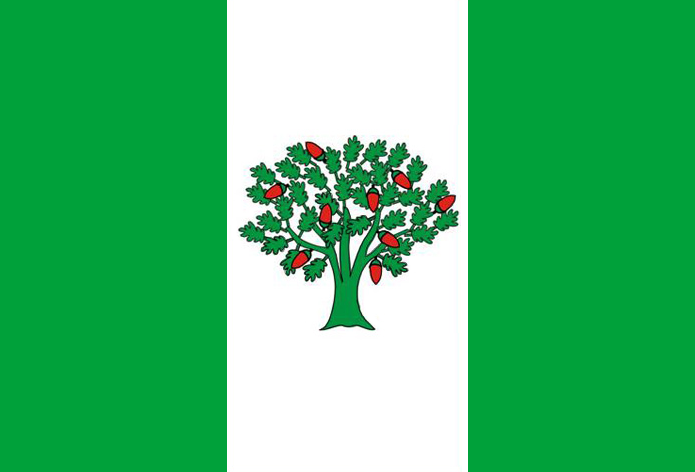
A Cañiza
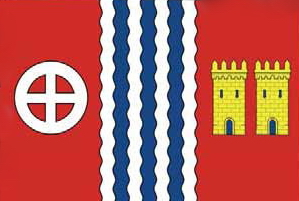
Catoira
Cerdedo (fins 2016)[87]
Cerdedo-Cotobade
Covelo
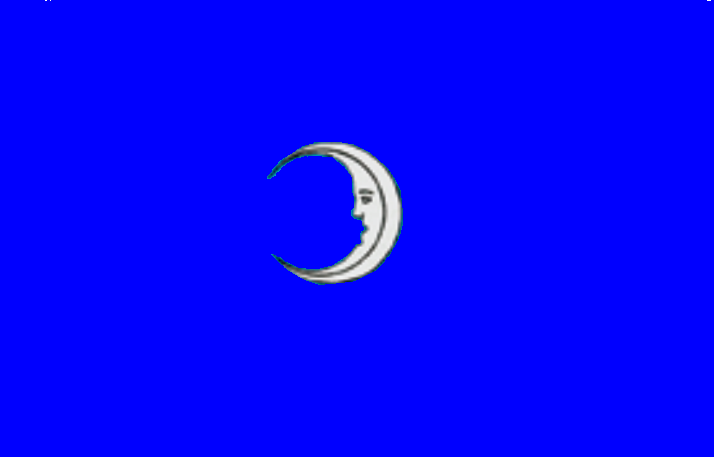
Crecente
Cuntis[88]
Dozón
A Estrada[89]
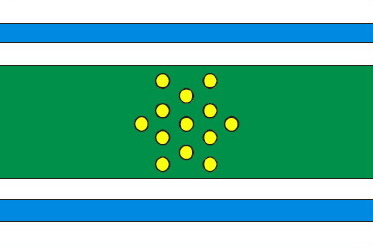
Forcarei
Fornelos de Montes
Gondomar
O Grove
A Guarda
A Illa de Arousa[91]
Lalín
A Lama
Marín[92]
Meaño[93]
Meis
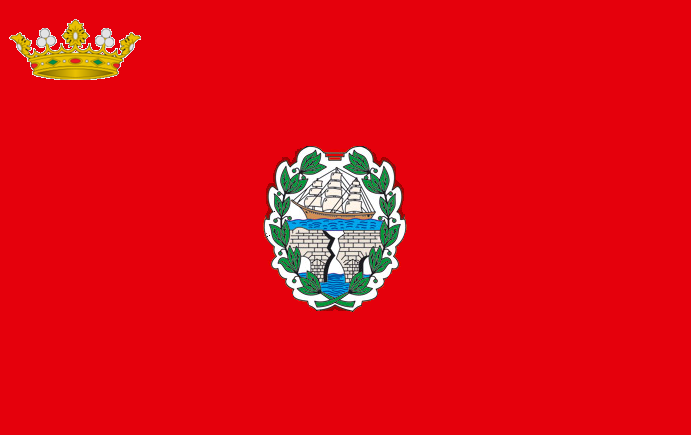
Moaña
Mondariz
Mondariz-Balneario
Moraña
Mos[94]
As Neves
Nigrán
Oia[95]
Pazos de Borbén[96]
Poio
Ponte Caldelas
Ponteareas
Pontecesures
Pontevedra
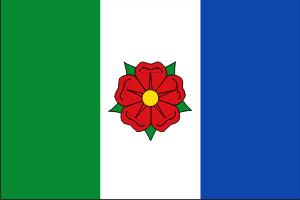
O Rosal
O Porriño
Portas
Redondela[98]
Ribadumia
Rodeiro
O Rosal[99]
Salceda de Caselas
Salvaterra de Miño
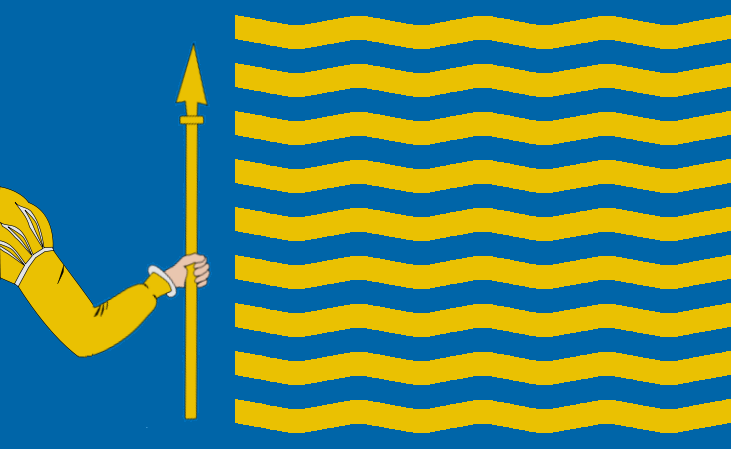
Sanxenxo
Silleda
Soutomaior[101]
Tomiño
Tui[102]
Valga[103]
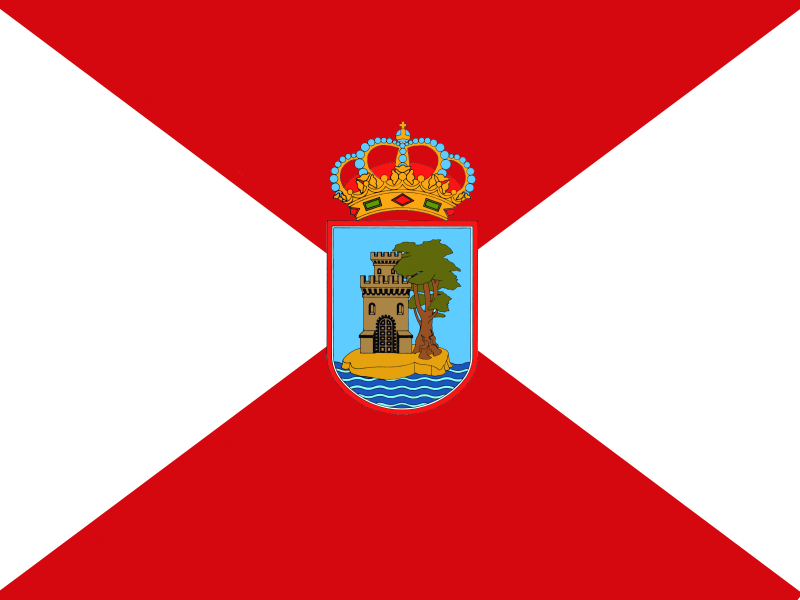
Vigo
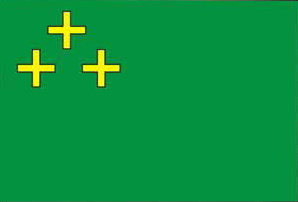
Vila de Cruces
Vilaboa[106]
Vilagarcía de Arousa (bandera marítima)
Vilanova de Arousa